# John Dawnay (député)
John Dawnay (8 décembre 1686 - 12 août 1740) de Cowick Hall, dans le Yorkshire, est un homme politique britannique qui siège à la Chambre des communes entre 1713 et 1716.

## Biographie
Il est le fils de Henry Dawnay (2e vicomte Downe) et de son épouse Mildred Godfrey, fille de William Godfrey, de Thornock, dans le Lincolnshire. Il s'inscrit à la Christ Church d'Oxford le 16 juillet 1703, à l'âge de 16 ans, et est créé MA le 9 juillet 1706.
Aux élections générales de 1713, il est élu député de Aldborough et de Pontefract. Il y a une pétition contre le résultat à Aldborough, mais cela n’est pas encore traité à la dissolution du Parlement, en 1715. Bien qu’il y ait une pétition en suspens contre l’une des élections, il n’est pas tenu de choisir quelle circonscription il représente, et donc siège pour les deux arrondissements au Parlement. Il est réélu pour Pontefract en 1715 jusqu'à ce que l'élection soit annulée à la suite d'une pétition, le 22 mars 1716.
Il épouse Charlotte Louisa, fille de Robert Pleydell, d'Ampney Crucis, Gloucestershire, le 10 août 1724. Elle décède en avril 1729. Dawnay décède le 31 juillet 1740, à l'âge de 53 ans, mourant avant son père et est inhumé le 12 août à Snaith. Ses fils Henry et John sont tous deux vicomtes.